# Pęclin
Pęclin – wieś w Polsce położona w województwie mazowieckim, w powiecie otwockim, w gminie Wiązowna.
| SIMC    | Nazwa     | Rodzaj    |
| ------- | --------- | --------- |
| 1057798 | Biedulina | część wsi |

Wieś jest sołectwem w gminie Wiązowna.
W latach 1975–1998 miejscowość administracyjnie należała do województwa warszawskiego.
Wierni Kościoła rzymskokatolickiego należą do parafii św. Wojciecha Biskupa i Męczennika w Wiązownie.

## Pochodzenie nazwy
Nazwa wsi podwarszawskiej Pęclin pochodzi bezpośrednio od nazwy miasteczka niemieckiego Penzlin w Meklemburgii, skąd pochodzą założyciele tej wsi.
Sąsiednią wsią jest Malcanów. Nazwa tej wsi pochodzi od rodu von Maltzan, który niemalże 500 lat władał miastem Penzlin w Meklemburgii.